# Марія де лас Мерседес Орлеанська
Марія де лас Мерсéдес Орлеáнська і Бурбóн (24 червня 1860 — 26 червня 1878) — королева-консорт Іспанії, перша дружина короля Альфонса XII.

## Біографія

### Сім'я
Народилася в Мадриді в родині Антуана Орлеанського, герцога де Монпансьє і інфанти Луїзи Фернанди Іспанської.
Мерсéдес була прямим нащадком трьох гілок династії Бурбонів: всі її бабусі і дідусі були Бурбонами:
- з боку батька її дідом був Луї-Філіп I — король Франції, представник молодшої гілки французьких Бурбонів;
- бабусею по батьківській лінії була Марія Амалія Неаполітанська — дочка Фердинанда I, короля Неаполя і обох Сицилій, засновника династії Неаполітанських Бурбонів;
- мати принцеси була дочкою іспанського короля Фердинанда VII — іспанські Бурбони;
- бабусею з боку матері була Марія Христина Бурбон-Сицилійська — ще одна представниця Неаполітанських Бурбонів.

Принцеса народилася в Королівському палаці в Мадриді. Її хрещеними були королева Ізабела II та її чоловік Франсіско де Асіз Бурбон. При хрещенні вона отримала ім'я Марія де лас Мерседес Ізабелла Франсиска де Асіс Антонія Луїза Фернанда Філіпа Амалія Христина Франсиска де Паула Рамона Рита Каетана Мануела Хуана Хосефа Хоакіна Ана Рафаела Філомена Тереза Сантісіма Тринідад Гаспара Мелчор Бальтазара.
Хоча по народженню Мерседес була французькою принцесою, вона також носила титул іспанської інфанти, так як вона не тільки була племінницею королеви Ізабелли II, а й її батько носив титул інфанта, отриманий в результаті шлюбу з сестрою королеви. Більшу частину дитинства провела в палаці Сан-Тельмо в Севільї. Але, попри близькі родинні зв'язки з королівським подружжям, сім'я майбутньої королеви була небажаним гостем в Мадриді через спроби Антуана Орлеанського самому зайняти престол. Марія де лас Мерседес була дуже близька з усіма своїми братами і сестрами.
У 1868 році, під час загального заколоту, як і багато представників королівської сім'ї, покинула Іспанію і повернулася тільки за царювання свого кузена Альфонса XII в 1874 році.

### Шлюб

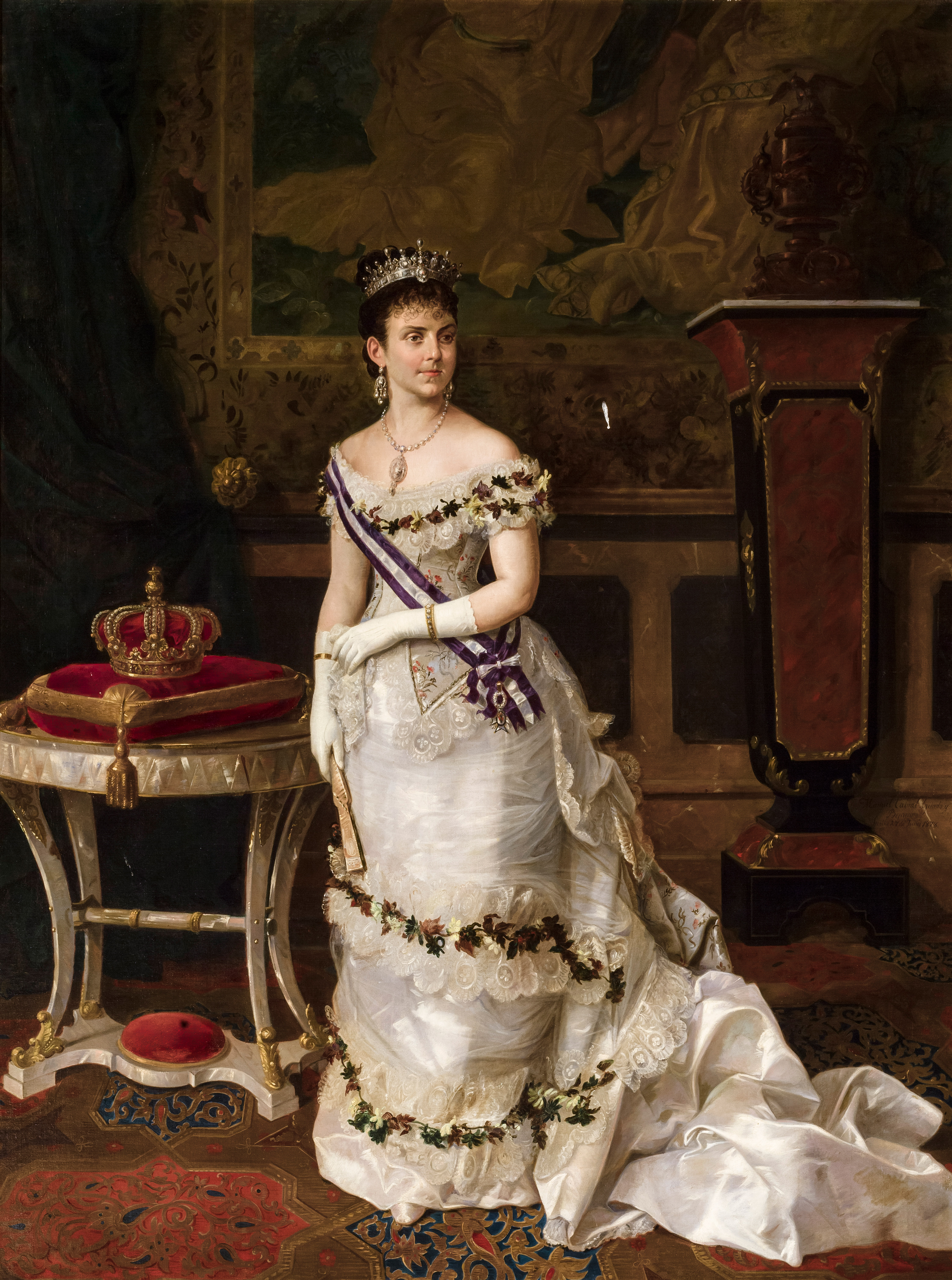
Портрет у день весілля

Двома роками раніше Марія де лас Мерседес і Альфонс XII оголосили про своє бажання вступити в шлюб. Колишня королева Ізабела II була в люті. Вона не бажала ще більше ріднитися з Антуаном Орлеанським, з яким ворогувала, і мріяла одружити сина з однією з європейських принцес. Найкращою партією, на думку Ізабели II, могла б стати дочка королеви Вікторії Беатриса. Також розглядалася кандидатура Бланки Іспанської, дочки Карлоса, герцога Мадридського, супротивника Ізабелли II в карлистській війні. Але до моменту прийняття рішення Альфонс уже був королем, тому його слово було вирішальним. З нагоди заручин в грудні 1877 року було влаштовано шикарний бал, а 23 січня 1878 року пара одружилася.

### Смерть
Незабаром після медового місяця з'ясувалося, що королева хвора на туберкульоз. Шлюб тривав лише 6 місяців, протягом яких Мерседес пережила викидень. Розуміючи, що він не в силах запобігти смерті дружини, король приходив у відчай. Королева Мерседес померла через два дні після свого 18-річчя, не приходячи до тями.
Тіло Марії де лас Мерседес одягнули в чорно-білі чернечі шати і поховали в Ескоріалі, але не в королівському склепі, оскільки тільки королеви, які народили спадкоємців, могли удостоїтися цієї честі. Пізніше її прах перенесли в спеціально побудований в пам'ять померлої новий мадридський кафедральний собор Альмудена.
У тому ж році збожеволілий від горя король зробив спробу суїциду, але вижив. Коли міністри вказали королю на необхідність одружитися повторно, він зупинив свій вибір на своїй колишній своячениці, Марії Христині Орлеанській, яка сильно нагадувала сестру, померлу королеву Марію де лас Мерседес. Але і вона померла від туберкульозу, не доживши до весілля. Не маючи інтересу до життя, Альфонс XII одружився з сухою і простою Марією Христиною Австрійською, яка народила від нього трьох дітей.

## Спадщина і пам'ять
Марія де лас Мерседес була ініціаторкою будівництва нової церкви навпроти Королівського палацу в Мадриді. Понад століття тому, в 2004 році в Соборі Альмудена відбулося вінчання принца Астурійського Феліпе і Летісії Ортіс Рокасолано.
На честь неї названо місто «Рейну Мерседес» (з ісп. «Королева Мерседес») в провінції Ісабела на Філіппінах.
Іспанський крейсер, який брав участь в іспано-американській війні, також носить ім'я «Регіна Мерседес».

## В популярній культурі
Передчасна смерть королеви Марії де лас Мерседес і непідробна скорбота її чоловіка, який пішов від двору і переживав своє горе в Королівському палаці Ріофріо (Сан-Ільдефонсо, Сеговія), викликали широкий відгук у народній творчості. Стала дуже популярною пісня про кохання молодого королівського подружжя.
Історія стосунків Марії де лас Мерседес і Альфонса була екранізована. У 1958 році вийшов фільм «Куди йдеш ти, Альфонс XII? »(¿Dónde vas, Alfonso XII?), А в 1960 його сиквел «Куди ти йдеш, сум?» (¿Dónde vas triste de ti?). Роль Марії де лас Мерседес виконала Пакіто Ріко.
Також доля Марії де лас Мерседес надихнула тріо «Кінтеро, Леон і Кірога» на написання «Романс королеви Мерседес», переспіваний згодом багатьма музикантами.
У 2003 році Марія Пілар Керальт опублікувала історичний роман «Мила дружина Альфонса», де детально описала історію життя і любові королеви Мерседес.